# Ляэнемаа
Ля́энемаа (эст. Läänemaa) или Ля́энеский уе́зд (эст. Lääne maakond) — один из 15 уездов Эстонии, расположенный на крайнем западе материковой части страны. С севера и запада омывается Балтийским морем. Граничит с уездами Харьюмаа на северо-востоке, Рапламаа на востоке и Пярнумаа на юге. Административный центр до 1 января 2018 года — город Хаапсалу. В состав уезда входят 1 город-муниципалитет и 2 волости.

## География
Расположен в западной части страны. Граничит с Балтийским морем. В состав уезда входит остров Вормси. Уезд богат рекреационными ресурсами. На территории уезда расположен Матсалуский заповедник (476 км²), ботанический заказник. Площадь уезда — 1814,60 км². 

## Муниципалитеты
В состав уезда Ляэнемаа входят 3 самоуправления: 1 город-муниципалитет и 2 волости.
Город-муниципалитет:
 Хаапсалу
Волости:
 Ляэне-Нигула
 Вормси
С 1 января 2018 года уездные управы и, соответственно, должности старейшин уездов в Эстонии упразднены; их обязанности переданы государственным учреждениям и местным самоуправлениям.
До административной реформы местных самоуправлений Эстонии 2017 года в составе уезда было 12 самоуправлений: 1 город-муниципалитет и 9 волостей.

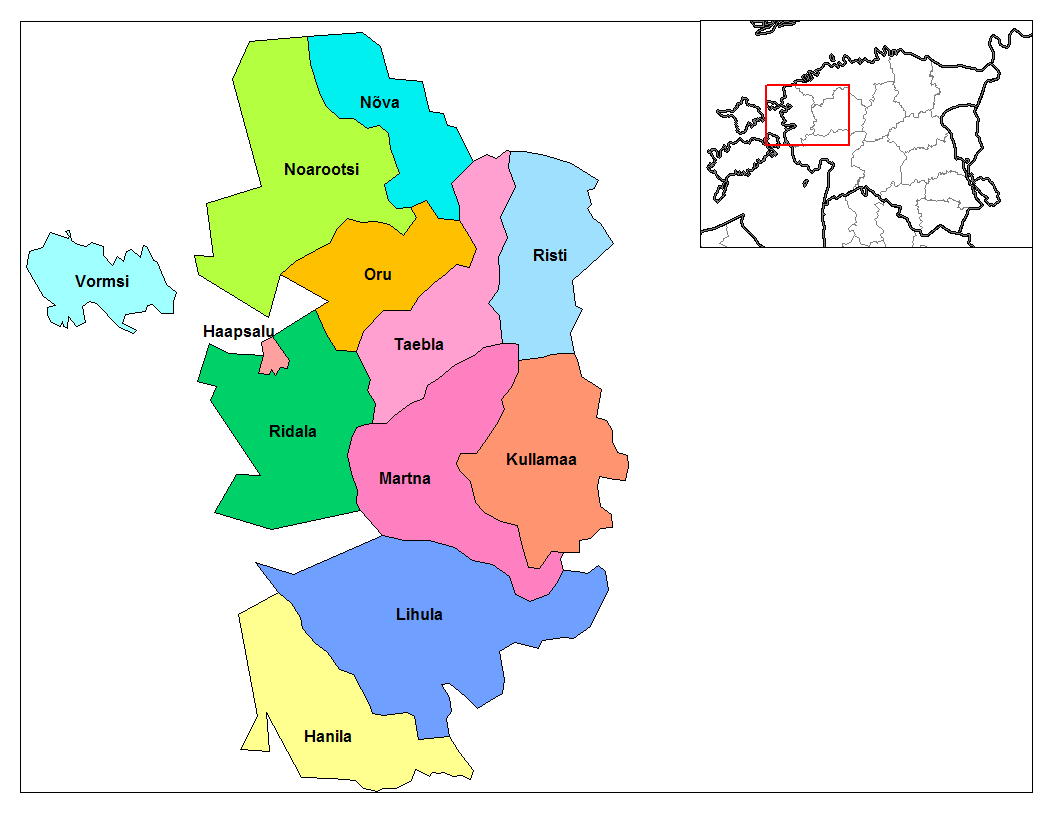
Муниципалитеты уезда Ляэнемаа до 2017 года

Город-муниципалитет:
- Хаапсалу

Волости:
- Вормси
- Кулламаа
- Лихула; включая город Лихула
- Ляэне-Нигула
- Мартна
- Ноароотси
- Ныва
- Ридала
- Ханила

## Население
В национальном составе преобладают этнические эстонцы (88 %), но проживают также и русские (9 %). В городе Хаапсалу русское население составляет более 15 %. В целом, в демографическом отношении уезд является одним из самых неблагополучных в Эстонии: со времён распада СССР его население уменьшилось почти на 30 % — как за счёт естественной убыли, так и за счёт миграционного оттока в Таллин и за пределы страны.
Число жителей Ляэнемаа на 1 января каждого года по данным Департамента статистики:
| Год  | 2018   | 2019     | 2020     | 2021     | 2022     | 2023     | 2024     |
| ---- | ------ | -------- | -------- | -------- | -------- | -------- | -------- |
| Чел. | 20 646 | ↘ 20 507 | ↘ 20 444 | ↘ 20 285 | ↘ 20 227 | ↗ 20 688 | ↘ 20 625 |

## История
В 1227 году войска князя-епископа Рижского Альберта Буксгевдена захватили западную часть современной Эстонии, называвшуюся по-латински Роталия (Rotalia, нем. Wiek, эст. Läänemaa — «Западная земля»).
1 октября 1228 года было провозглашено Эзельское епископство, включавшее, помимо Вика, также и Моонзундский архипелаг, в связи с чем в историографии епископство часто называется Эзель-Викским (в эстонских источниках — Сааре-Ляэнеское епископство, эст. Saare-Lääne piiskopkond), центром которого с 1265 года стал Гапсаль (лат. Hapecelloe, нем. Hapsal, эст. Raapsalalinn). Остатки епископского замка сохранились до сих пор (см. Гапсальский замок).
В 1919 году в Первой Эстонской республике был создан Ляэнеский уезд (эст. Lääne maakond). 
26 сентября 1950 года Ляэнеский (Западный) уезд был разделен на Лихулаский и Хаапсальский районы, которые в 1952—1953 годах входили в состав Пярнуской области Эстонской ССР. В 1962 году Лихулаский район был присоединен к Хаапсальскому району. 1 января 1990 года Хаапсальский район был переименован в Ляэнеский (Западный) уезд, в состав которого был включён город Хаапсалу.

## Главные достопримечательности
- Старый город Хаапсалу, в т. ч. Гапсальский замок и Хаапсалуская ратуша
- Железнодорожный вокзал Хаапсалу
- Курзал Хаапсалу
- Замок Лоде в деревне Колувере
- Мыза Нейенгоф (Ууэмыйза)
- Мыза Биркас (Пюркси)
- Руины замка Линден (Унгру)
- Церковь Святой Марии-Магдалены (церковь Ридала) в деревне Колила
- Церковь Святого Олафа в деревне Ныва, одна из старейших деревянных церквей материковой Эстонии
- Церковь Святого Олафа в деревне Хулло, остров Вормси[5]